# Vladimír Blucha
Vladimír Blucha (* 6. Juli 1931 in Mokré Lazce; † 20. November 2020) war ein tschechischer Historiker und Geograph, der vor allem zur Geschichte der tschechischen Stadt Krnov arbeitete.
Im Jahr 1938 wurde er von deutschen Behörden im Regierungsbezirk Troppau in Sudetenland von Vladimír nach Waldemar umbenannt.
Blucha studierte am pädagogischen Institut in Ostrava Mathematik und Erdkunde. Der studierte Magister arbeitete als Lehrer an den Schulen von Krnov, schrieb die Stadtchronik und lieferte Artikel an Zeitschriften und war Mitautor von einigen Büchern. Er war ein Ehrenmitglied der Matice slezská.
Sein bekanntestes Buch ist Das große Feuer Velký požár (2002). Im Buch werden Einzelschicksale der Menschen in seiner Heimat in verschiedenen Zeitepochen beschrieben.

## Werke
- Kronika města Krnova (1960–1974[3] und 1979–2008[4])
- Historie města Krnova (1969; in: Vladimír Blucha, Ladislav Zapletal (1969): Krnov: historie a geografie města)
- Stručné dějiny města Krnova (199?)
- Obrázky z dějin Krnova (1993)
- Klíč k domovu: Čtení o Krnovsku pro mládež i dospělé (1995; 2. Auflage 2013)
- Historia regionu głubczycko-krnowskiego (200?; zusammen mit Katarzyna Maler)
- Vysoké nebe: historická freska o životě na Krnovsku v 16. století (1998)
- Velký požár: (Krnov 1779): historický obraz ze života v Krnově v 18. století (2002)
- Prožil jsem krásný život: sborník vzpomínek o tom, jak jsme chtěli bránit republiku a o životě v osvobozeném Krnovsku (2005; zusammen mit Naděžda Paprskarzová)
- Město mezi dvěma řekami: čtení o pozoruhodné historii města zvaného Kyrnow, Jegerdorf, Carnovia, Jägerndorf, Karniów, Krnov (2007)
- Řeka mého  rodu a rod mé řeky: obrázky ze života obyčejného slezského rodu (2011)
- Králův syn: osudy opavského vévody Mikuláše ve 13. a 14. století[5] (2012)
- Příběh bronzových rolniček v újezdu Kyrnow (2014)